# Тёрнер, Ивонна
Ивонна Николь Тёрнер (англ. Yvonne Nicole Turner; родилась 13 октября 1987 года, Омаха, штат Небраска, США) — американская профессиональная баскетболистка, выступающая в женской национальной баскетбольной ассоциации за команду «Финикс Меркури». На драфте ВНБА 2010 года она не была выбрана ни одной из команд. Играет в амплуа атакующего защитника.

## Биография
Ивонна Тёрнер — первые свои шаги в баскетбольной карьере делает в университете Небраски, играя за местную команду «Небраска Корнхаскерс». За 4 сезона, проведенных в команде, Ивонна постоянно была на ведущих ролях, играя в среднем за сезон больше 30 матчей. Особенно удачным был последний сезон (2009/10), она становится чемпионкой регулярного сезона дивизиона «Биг12», признаётся лучшей защитницей дивизиона и в третий раз входит в состав команды звёзд «Биг 12». Тёрнер стала шестым игроком в истории штата Небраска, которая преодолела рубеж 1000 очков, 200 передач и 200 перехватов, помогая университетской команде добиваться лучшего результата за всю историю клуба.
После окончания университета Ивонна подписывает контракт с немецким клубом «Айсфёгель», в котором провела два блестящих сезона. В 2010/11 она выигрывает «серебро» чемпионата Германии, при этом в команде она лидер по набранным очкам — 17,4 в среднем за игру, в общегерманском зачёте вторая по этому показателю. По версии сайта www.eurobasket.com Ивонна вошла в «символическую пятёрку» чемпионата Германии. В следующем сезоне Тёрнер снова лидер команды по набранным очкам — 16,7 (5-е место в общем зачёте), входит во вторую «символическую пятёрку» чемпионата Германии, но команда выступила неудачно.
Два года подряд с 2011 по 2012 года, в летние месяцы, она играет за австралийский «Бандаберг Беарс» дивизиона «QBL» лиги АВА (вторая по значимости женская лига Австралии), причём в первом же сезоне её команда участвовала в финале дивизиона.
Сезон 2012/13 Ивонна играет в «Премьер-лиге» Чемпионата России за «Динамо-ГУВД». Отыграв один год в России Ивонна переезжает в Турцию играть за «Хоменд Антакья Беледиси» из Антакьи.

### Статистика выступлений в Европе (средний показатель)
| Клуб                              | Сезон   | Чемпионат | Чемпионат | Чемпионат | Чемпионат | Кубок России | Кубок России | Кубок России | Кубок России | Еврокубки | Еврокубки | Еврокубки | Еврокубки |
| Клуб                              | Сезон   | Игр       | Очк       | Подб      | Перед     | Игр          | Очк          | Подб         | Перед        | Игр       | Очк       | Подб      | Перед     |
| --------------------------------- | ------- | --------- | --------- | --------- | --------- | ------------ | ------------ | ------------ | ------------ | --------- | --------- | --------- | --------- |
| «Айсфёгель» (Фрайбург-в-Брайсгау) | 2010-11 | 30        | 17,4      | 3,8       | 2,3       |              |              |              |              |           |           |           |           |
| «Айсфёгель» (Фрайбург-в-Брайсгау) | 2011-12 | 24        | 16,7      | 3,5       | 2,3       |              |              |              |              |           |           |           |           |
| «Динамо-ГУВД» (Новосибирск)       | 2012-13 | 17        | 14,8      | 3,2       | 3,4       | 2            | 9,0          | 0,5          | 1,5          | 8         | 13,5      | 3,3       | 4,0       |

## Достижения
- Серебряный призёр чемпионата Германии: 2011